# Місіма (Фукусіма)

37°28′13″ пн. ш. 139°38′40″ сх. д. / 37.47028° пн. ш. 139.64444° сх. д.
Місі́ма (яп. 三島町, みしままち, МФА: [mʲiɕima mat͡ɕi̥]) — містечко в Японії, в повіті Онума префектури Фукусіма. Станом на 1 жовтня 2008 площа містечка становила 90,83 км². Станом на 1 січня 2009 населення містечка становило 2054 осіб.